# Étude NutriNet-Santé
L’étude NutriNet-Santé est une étude de cohorte  dont l'objectif est de mieux évaluer les relations entre la santé et la nutrition en visant la participation de 500 000 internautes. Elle est lancée en France le 11 mai 2009 par Roselyne Bachelot et est dirigée par le Pr Serge Hercberg, puis depuis 2019 par Mathilde Touvier.
Le volet belge de l'étude est lancé le 7 juin 2013.

## Objectifs
Cette étude est menée par l'Équipe de recherche en épidémiologie nutritionnelle (Eren).
L'étude NutriNet-Santé a pour objectif, en se penchant sur la relation entre nutrition et santé, de mieux cerner les déterminants des comportements alimentaires. Les critères utilisés sont, entre autres, ceux de l'âge, du sexe, du lieu de résidence et des conditions socio-économiques.
En 2014, l'équipe de recherche établit une sous-cohorte pour étudier l'influence des produits bio, et particulièrement celle des modes de productions alimentaires. Cette cohorte se compose de 35 000 personnes appelées à préciser la proportion bio/conventionnel des aliments qu'elles consomment.

## Méthodologie
Il s'agit de répondre à des questionnaires en ligne, sur les habitudes alimentaires et l'état de santé général. Les questionnaires peuvent porter sur les habitudes d'achat, de consommation, en relation avec l'état d'esprit du moment ou à plus long terme. Il y a également des questionnaires portant sur la famille et les habitudes de vie, et sur l'état de santé réel ou perçu. Les participants sont suivis pendant le temps qu'ils répondent aux questionnaires.

## Financement
Cette étude est cofinancée par le Ministère des Affaires sociales et de la Santé, l’Institut national de prévention et d'éducation pour la santé (INPES), l’Institut de veille sanitaire (InVS), l’université Paris 13, l’Institut national de la santé et de la recherche médicale (Inserm), l’Institut national de la recherche agronomique (Inra), le Conservatoire national des arts et métiers (Cnam) et la Fondation pour la recherche médicale (FMR).

## Données
Les premiers résultats ont été annoncés le 30 novembre 2009 ; l'analyse des habitudes alimentaires montre une forte disparité entre les régions, ainsi que de la prévalence de l'obésité suivant les régions et les catégories sociales.
La première année, l'étude comptait 131 342 inscrits.
Au mois de novembre 2012, les chercheurs rendent publiques des données inédites sur les comportements alimentaires à partir de l’analyse de 150 000 questionnaires.
Quelques chiffres au 9 octobre 2015 :
- 272 374 nutrinautes se sont inscrits depuis le lancement de l'étude dont 120 253 ont moins de 45 ans, soit 44,9 %.
- La région comptant proportionnellement le plus d'inscrits est l'Île-de-France, suivie de la Bretagne et du Languedoc-Roussillon. Les territoires les moins représentés sont le  Limousin, la Picardie, la Corse et les outre-mers.

Au 22 juillet 2021, l'étude comportait 171 000 nutrinautes actifs.